# Väsby kungsgård
Väsby kungsgård är en kungsgård i Sala, Västmanlands län som ligger centralt i staden i anslutning till stadsparken med Ekeby dammar. 

## Historik
Väsby har gamla anor som by, men tycks ha samlats i kronans ägo först i samband med att Väsby län skapades av Gustav Vasa i syfte att ta kontroll över Sala silvergruva. Han tycks ha haft för avsikt att göra Väsby till en betydande kungsgård och uppförde en imponerande mangårdsbyggnad här, vilken stod klar i slutet av 1550-talet. När gruvans avkastning sjönk, kom dock kungen och hans söner att tappa intresse för gruvan och kungsgården och planerna fullföljdes aldrig. En betydande del av kungsgårdens skogar och underlydande gårdar donerades till Sala stad i samband med att den erhöll sina privilegiebrev 1624. Byggnaden som stod kvar ännu i början av 1700-talet var då förfallen och måste rivas och ersättas av en ny byggnad. Den nya byggnaden brann dock ned redan 1730, och den nuvarande huvudbyggnaden uppfördes 1736.
Det var hit som det svenska hovet flyttade under det att pesten härjade i Stockholm 1710. Det har även varit tjänstebostad åt gruvfogdarna och i början av 1900-talet officerarna på Västmanlands trängkår (T 5) fram till regementets nedläggning 1926.
Väsby Kungsgård sägs även ha haft en roll i den kärlekshistoria som utspelade sig mellan Ebba Brahe och Gustav II Adolf på 1600-talet. Då Gustav II Adolf och Ebba Brahes mödrar umgicks i hovet, lärde de känna varandra tidigt. När de blev äldre fattade de tycke för varandra, vilket inte drottningen gillade. Gustav II Adolf var ibland vid Väsby Kungsgård när han såg till Sala Silvergruva som var en viktig inkomstkälla för riket, och det sägs att han och Ebba då passade på att ha hemliga kärleksmöten. Vid Ekeby dammar finns även en gång som kallas för Suckarnas Allé, döpt efter att Ebba Brahe ska ha gått där och suckat efter sin kärlek. Senare gifte sig Gustav II Adolf och Ebba Brahe på var sitt håll.[källa behövs]
Idag fungerar kungsgården sommartid som friluftsmuseum med vagnar, hantverkares verktyg, järnspismuseum, textilmuseum och en rekonstruerad gruvarbetarbostad.

## Galleri

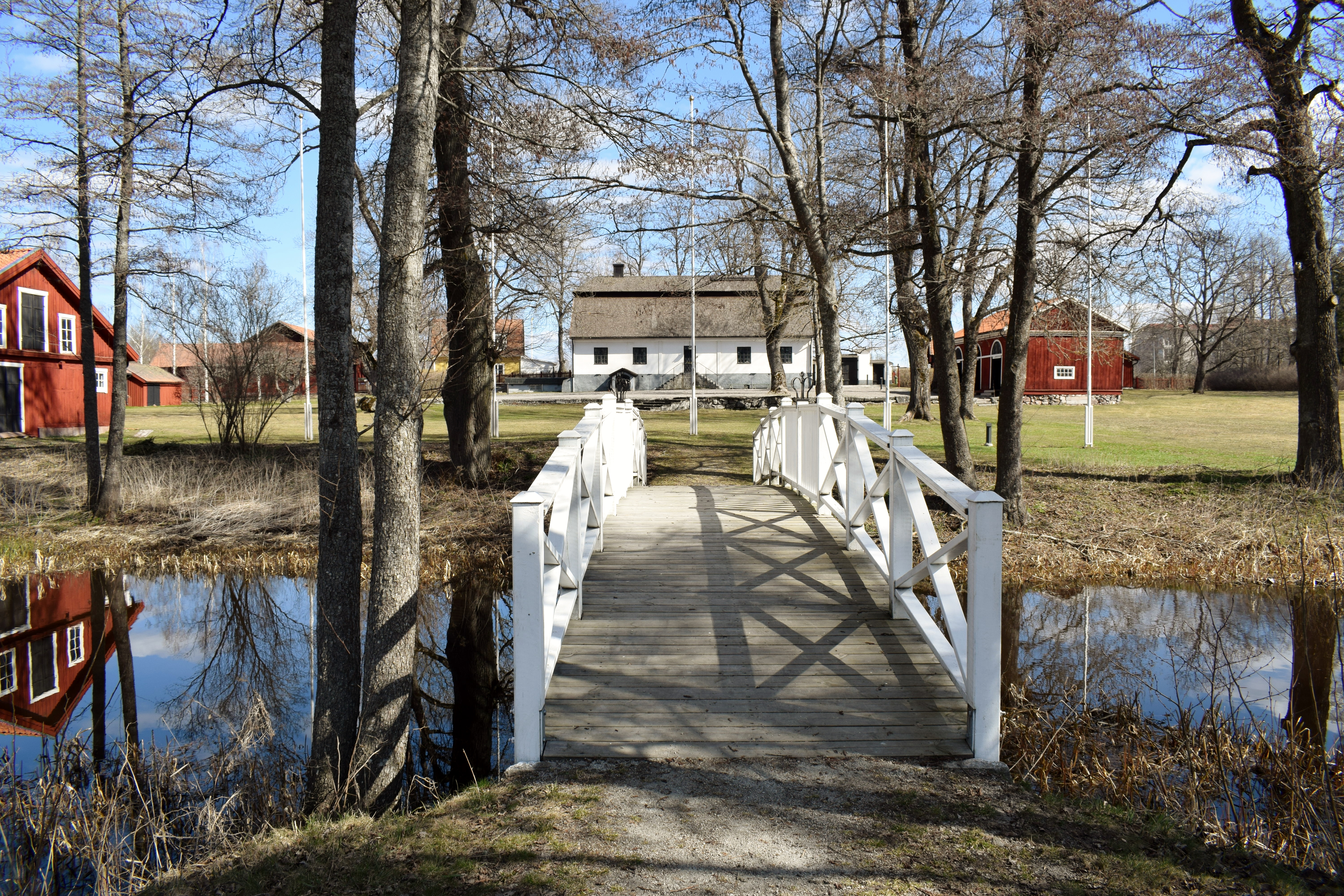
Bro vid friluftsmuseet.
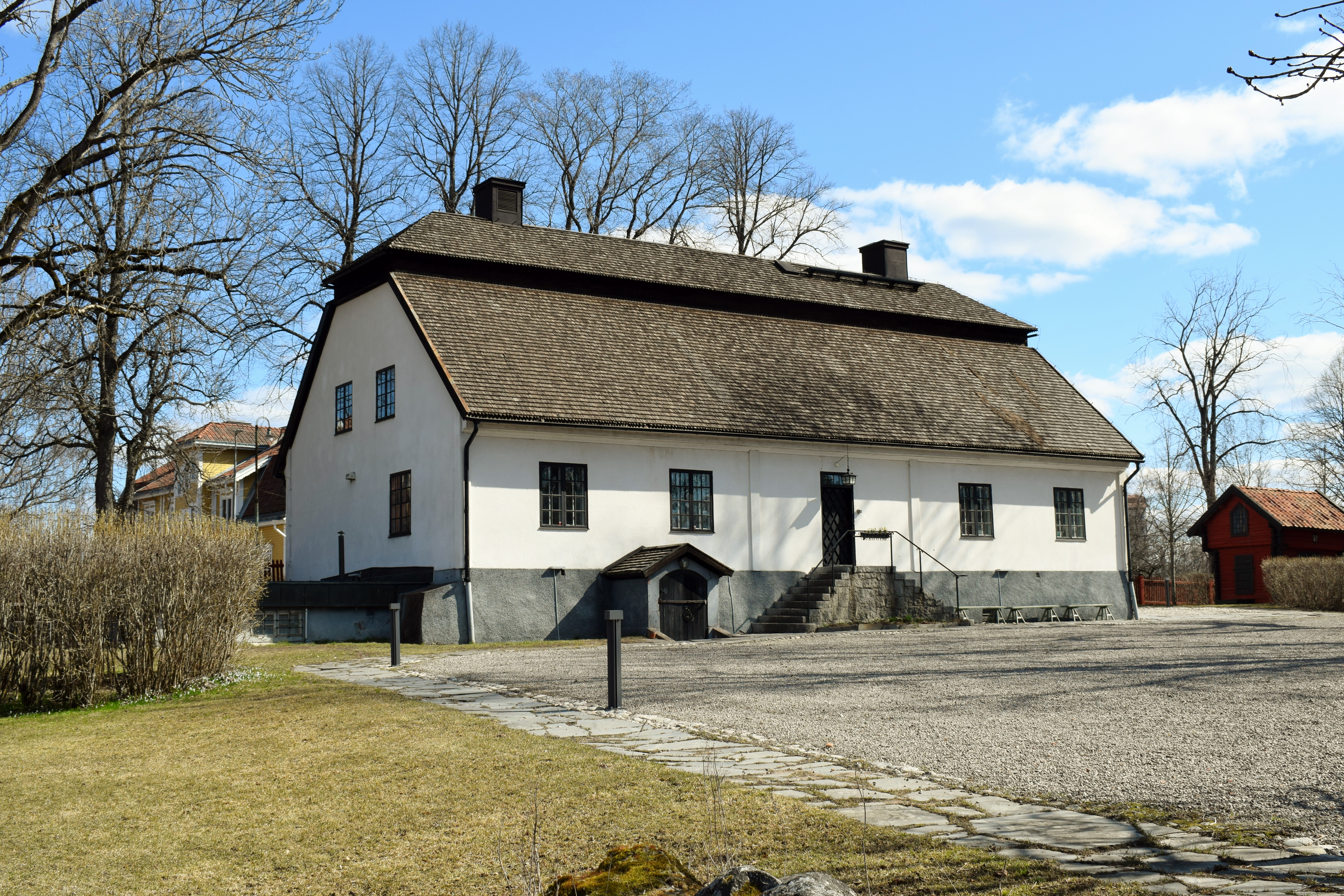
Väsby kungsgård, huvudbyggnaden.
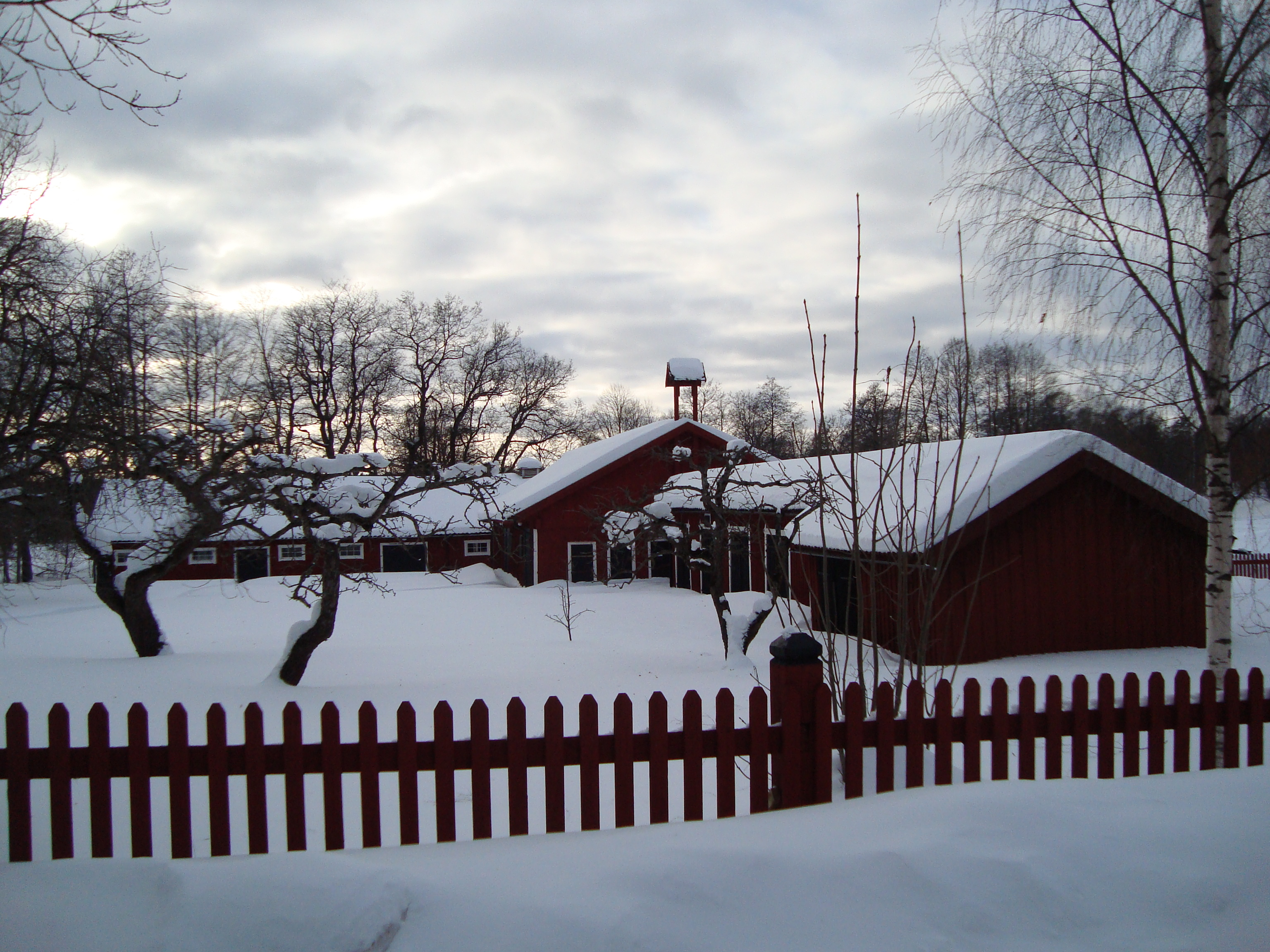
Del av friluftsmuseet i vinterskrud.
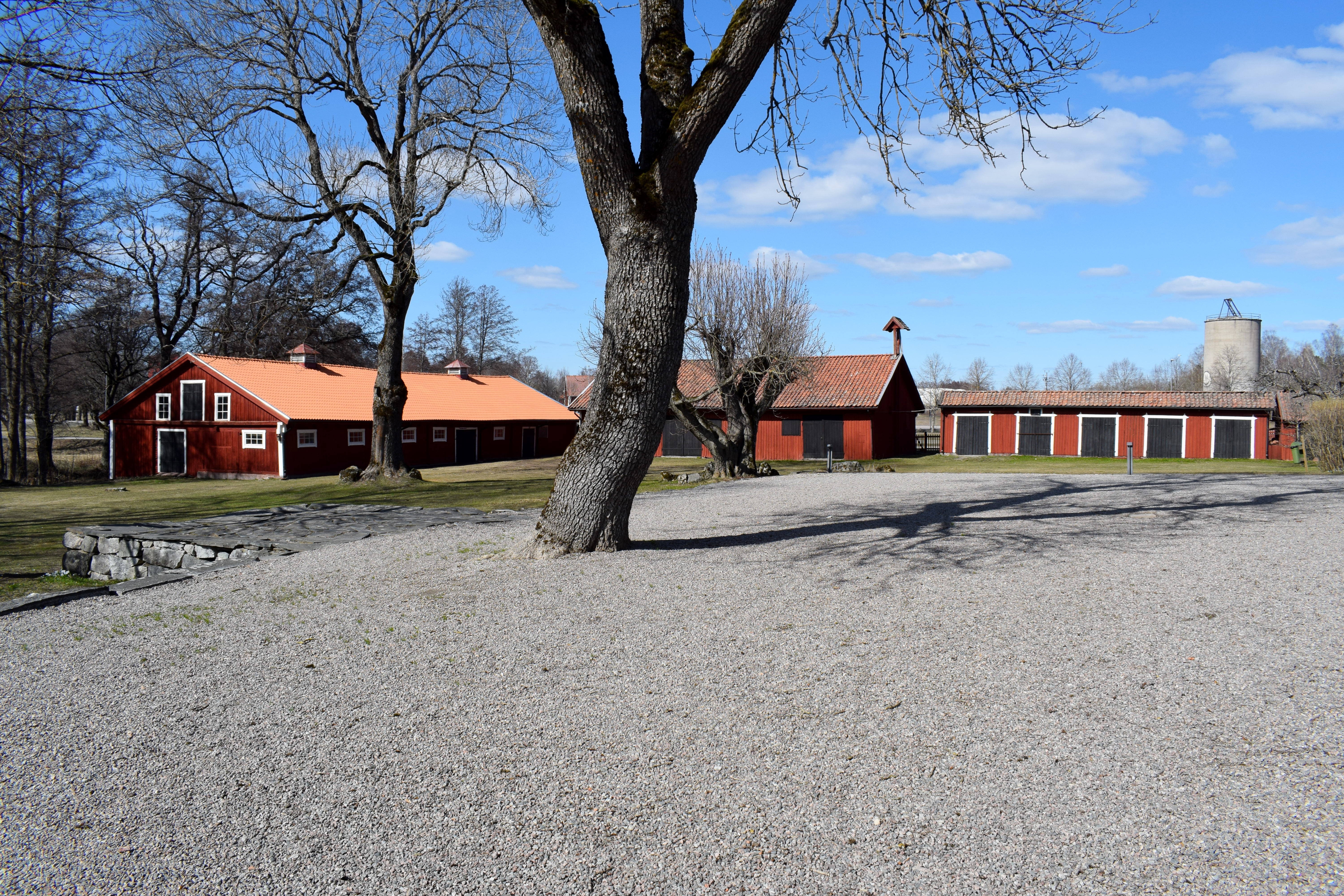
Del av friluftsmuseet i vårskrud.
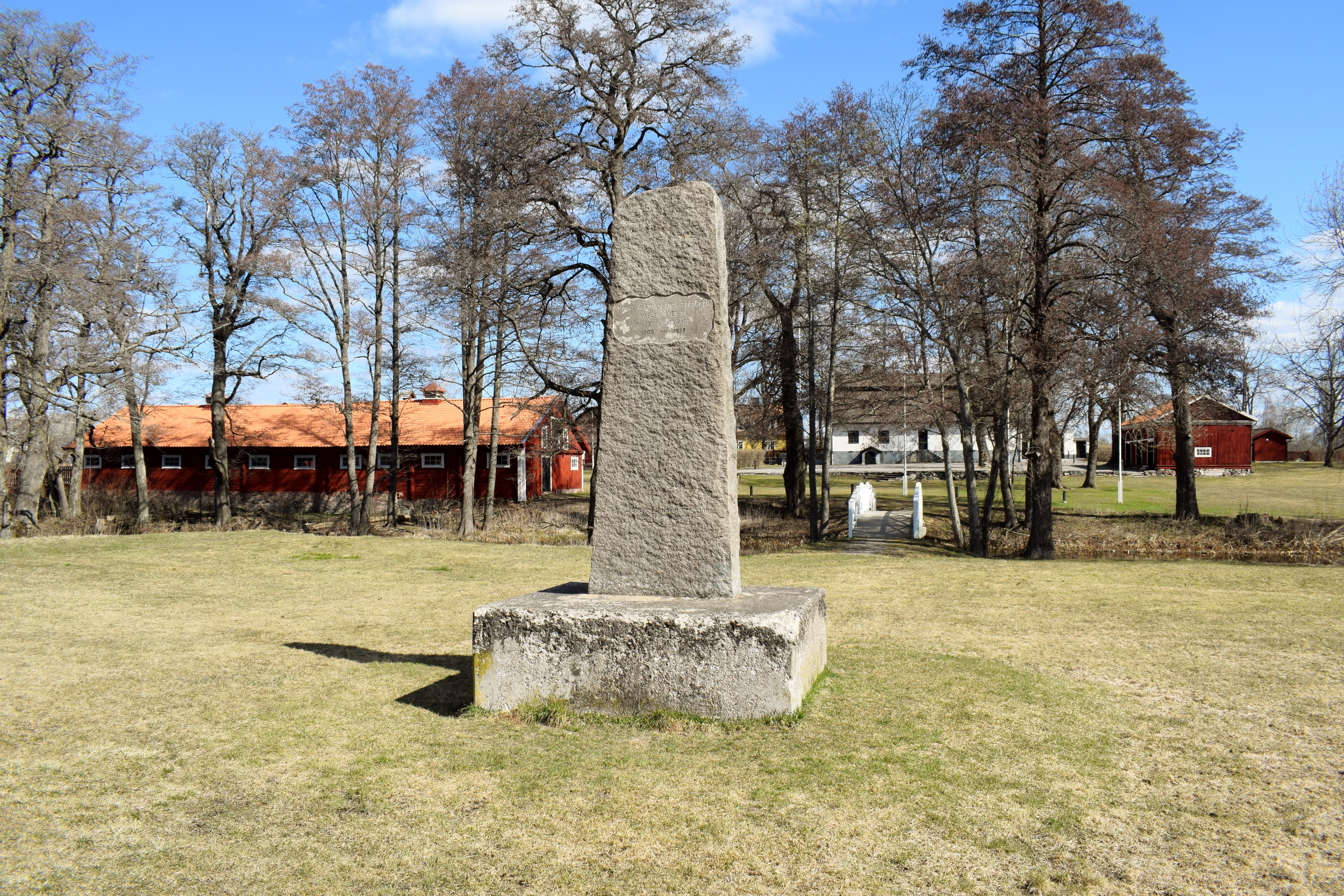
Minnessten vid Väsby kungsgård.